# Sebastián Gualco
Sebastián Inocencio Gualco (ur. 26 kwietnia 1912, zm. 6 listopada 1992) – piłkarz argentyński, bramkarz.

## Kariera piłkarska
Gualco karierę piłkarską rozpoczął w 1931 roku w klubie CA Platense, w którym do 1933 roku rozegrał 85 meczów. Następnie w 1934 roku przeniósł się do klubu San Lorenzo de Almagro. Jako piłkarz klubu San Lorenzo wziął udział w turnieju Copa América 1935, gdzie Argentyna została wicemistrzem Ameryki Południowej. Gualco zagrał tylko w jednym meczu - w 25 minucie ostatniego spotkania z Urugwajem zastąpił w bramce Fernando Bello. Urugwaj ostatecznie wygrał 3:0 i zdobył mistrzostwo, a Gualco dał sobie strzelić dwie bramki.
W 1936 roku Gualco razem z klubem San Lorenzo wygrał turniej Copa de Honor oraz zdobył wicemistrzostwo Argentyny.
Razem z reprezentacją Argentyny Gualco wygrał turniej Copa Rosa Chevallier Boutell 1939.
Jako piłkarz klubu Ferro Carril Oeste wziął udział w turnieju Copa América 1941, gdzie Argentyna zdobyła tytuł mistrza Ameryki Południowej. Gualco zagrał tylko w meczu z Ekwadorem, tracąc jedną bamkę. W 78 minucie zastąpił go Juan Alberto Estrada.
Nadal jako piłkarz klubu Ferro Carril Oeste wziął udział w turnieju Copa América 1942, gdzie Argentyna została wicemistrzem Ameryki Południowej. Gualco zagrał we wszystkich sześciu meczach - z Paragwajem (stracił 3 bramki), Brazylią (stracił 1 bramkę), Ekwadorem, Peru (stracił bramkę), Chile i Urugwajem (stracił bramkę). Wygrał także razem z reprezentacją turniej Copa Lipton 1942.
Wspólnie z Argentyną zwyciężył w turnieju Copa Rosa Chevallier Boutell 1943.
W latach 1934–1936 oraz 1938–1940 Gualco rozegrał w barwach klubu San Lorenzo 184 mecze. Gualco w latach 1941–1943 był piłkarzem klubu Ferro Carril Oeste. Grał także w klubach CA Huracán i Chacarita Juniors - łącznie w lidze argentyńskiej rozegrał 413 meczów. Występował także w urugwajskim klubie Montevideo Wanderers.
W latach 1935–1943 rozegrał w reprezentacji Argentyny 23 mecze.